# Audignies
Audignies är en kommun i departementet Nord i regionen Hauts-de-France i norra Frankrike. Kommunen ligger i kantonen Bavay som tillhör arrondissementet Avesnes-sur-Helpe. År 2022 hade Audignies 364 invånare.

## Befolkningsutveckling
Antalet invånare i kommunen Audignies
| Referens: INSEE |